# Fredi Darimont
 (juillet 2025).
La mise en forme du texte ne suit pas les recommandations de Wikipédia : il faut le « wikifier ».
Les points d'amélioration suivants sont les cas les plus fréquents :
- Les titres sont pré-formatés par le logiciel. Ils ne sont ni en capitales, ni en gras.
- Le texte ne doit pas être écrit en capitales (les noms de famille non plus), ni en gras, ni en italique, ni en « petit »…
- Le gras n'est utilisé que pour surligner le titre de l'article dans l'introduction, une seule fois.
- L'italique est rarement utilisé : mots en langue étrangère, titres d'œuvres, noms de bateaux, etc.
- Les citations ne sont pas en italique mais en corps de texte normal. Elles sont entourées par des guillemets français : « et ».
- Les listes à puces sont à éviter, des paragraphes rédigés étant largement préférés. Les tableaux sont à réserver à la présentation de données structurées (résultats, etc.).
- Les appels de note de bas de page (petits chiffres en exposant, introduits par l'outil «  Source ») sont à placer entre la fin de phrase et le point final[comme ça].
- Les liens internes (vers d'autres articles de Wikipédia) sont à choisir avec parcimonie. Créez des liens vers des articles approfondissant le sujet. Les termes génériques sans rapport avec le sujet sont à éviter, ainsi que les répétitions de liens vers un même terme.
- Les liens externes sont à placer uniquement dans une section « Liens externes », à la fin de l'article. Ces liens sont à choisir avec parcimonie suivant les règles définies. Si un lien sert de source à l'article, son insertion dans le texte est à faire par les notes de bas de page.
- La présentation des références doit suivre les conventions bibliographiques. Il est recommandé d'utiliser les modèles {{Ouvrage}}, {{Chapitre}}, {{Article}}, {{Lien web}} et/ou {{Bibliographie}}. Le mode d'édition visuel peut mettre en forme automatiquement les références.
- Insérer une infobox (cadre d'informations à droite) n'est pas obligatoire pour parachever la mise en page.

Pour une aide détaillée, merci de consulter Aide:Wikification.
Si vous pensez que ces points ont été résolus, vous pouvez retirer ce bandeau et améliorer la mise en forme d'un autre article.
Fredi René Darimont, né le 13 août 1917 à Vottem et mort le 27 février 1966) à Liège, est un botaniste belge, professeur à l'université de Liège et chef de cabinet-adjoint du ministre de l’instruction publique.
Il était un spécialiste reconnu des champignons, et plus spécifiquement la mycosociologie, l’écologie et la distribution géographique des champignons. Il a posé les bases de la mycosociologie, en a défini les principes fondateurs, forgé les méthodes, et créé le vocabulaire.
Il s'était également donné pour tâche de servir sa commune de Vottem à travers la sauvegarde de son caractère rural et la maîtrise de son urbanisation.

## Études
En 1941, il termine des études de biologie à l’Université de Liège. Durant celles-ci, il se passionne pour la zoologie et la botanique de terrain (floristique et phytosociologie) .

## Carrière scientifique
- 1942: assistant à l’Université de Liège[1]
- 1953: chef de travaux
- 1957: chargé de cours et responsable de la chaire de Cryptogamie
- Professeur extraordinaire à l’Université de Liège

## Fonctions académiques
Fredi Darimont a occupé des postes clés à :
- Fonds National de la Recherche Scientifique ;
- Fonds de la Recherche Fondamentale Collective ;
- Il a été président de la Société royale de botanique de Belgique en 1961-1962, lors des manifestations commémoratives du centenaire de cette société.

## Fonctions politiques
- Membre du Parti Socialiste Belge (PSB)[3]
- 1957 : Chef de cabinet-adjoint de Léo Collard, ministre de l’instruction publique[1]
- 1958 : Directeur général de l’Enseignement supérieur et de la Recherche scientifique[1]
- Représentant de la Belgique dans de nombreuses réunions internationales consacrées à l’éducation et à la politique scientifique[1]
- 1963 : conseiller communal à Vottem en remplacement de Raymond Donnay (démissionnaire); réélu en 1964[4],[2],[3]

## Décès
Il meurt des suites d’un accident d’automobile, survenu à Liège le 27 février 1966,.

## Vie privée et famille
Il était marié et avait trois filles. Il a habité à Vottem durant toute sa vie.
Par sa mère, Isabelle Henoumont, Fredi Darimont est le cousin germain de l'écrivain René Henoumont, qui l'évoque à plusieurs reprises dans son œuvre.

## Hommages
En 1976, à l'occasion du dixième anniversaire de sa mort, la Direction générale de l'Enseignement supérieur et de la Recherche scientifique du Ministère de l'Éducation nationale et de la Culture française lui dédie le colloque Scientifiques et fonctionnaires dans la politique scientifique.